# کاتالیزور همگن

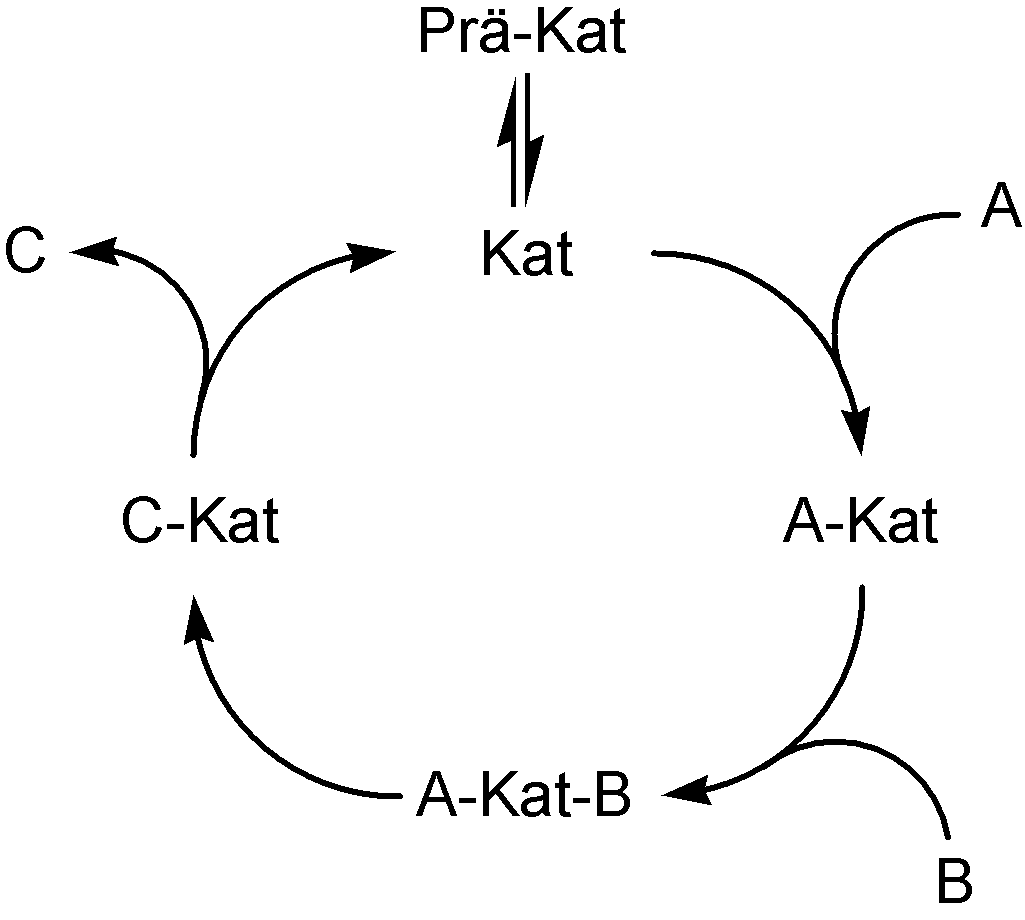
کاتالیزور همگن

در علم شیمی کاتالیزور همگن(به انگلیسی: Homogeneous catalyst) به گونه‌ای از کاتالیزورهای شیمیایی گفته می‌شوند که هم فاز با واکنش دهنده‌ها و فراورده‌های واکنش شیمیایی باشند. منظور از فاز سه حالت جامد، مایع و گاز است.